# Gunnar Andreassen
Gunnar Andreassen (né le 5 janvier 1913 à Fredrikstad et mort le 23 juillet 2002) était un joueur et entraîneur de football norvégien.

## Biographie

### Joueur
Il passe toute sa carrière entre 1933 et 1950 dans l'équipe norvégienne du Fredrikstad FK.

### International
Il est également international, avec l'équipe de Norvège et est connu pour avoir participé à la coupe du monde 1938 en France.

### Entraîneur
Il effectue après sa retraite une courte carrière d'entraîneur dans un seul club, l'équipe norvégienne d'Østsiden IL entre 1959 et 1962.